# 铜绿微囊藻

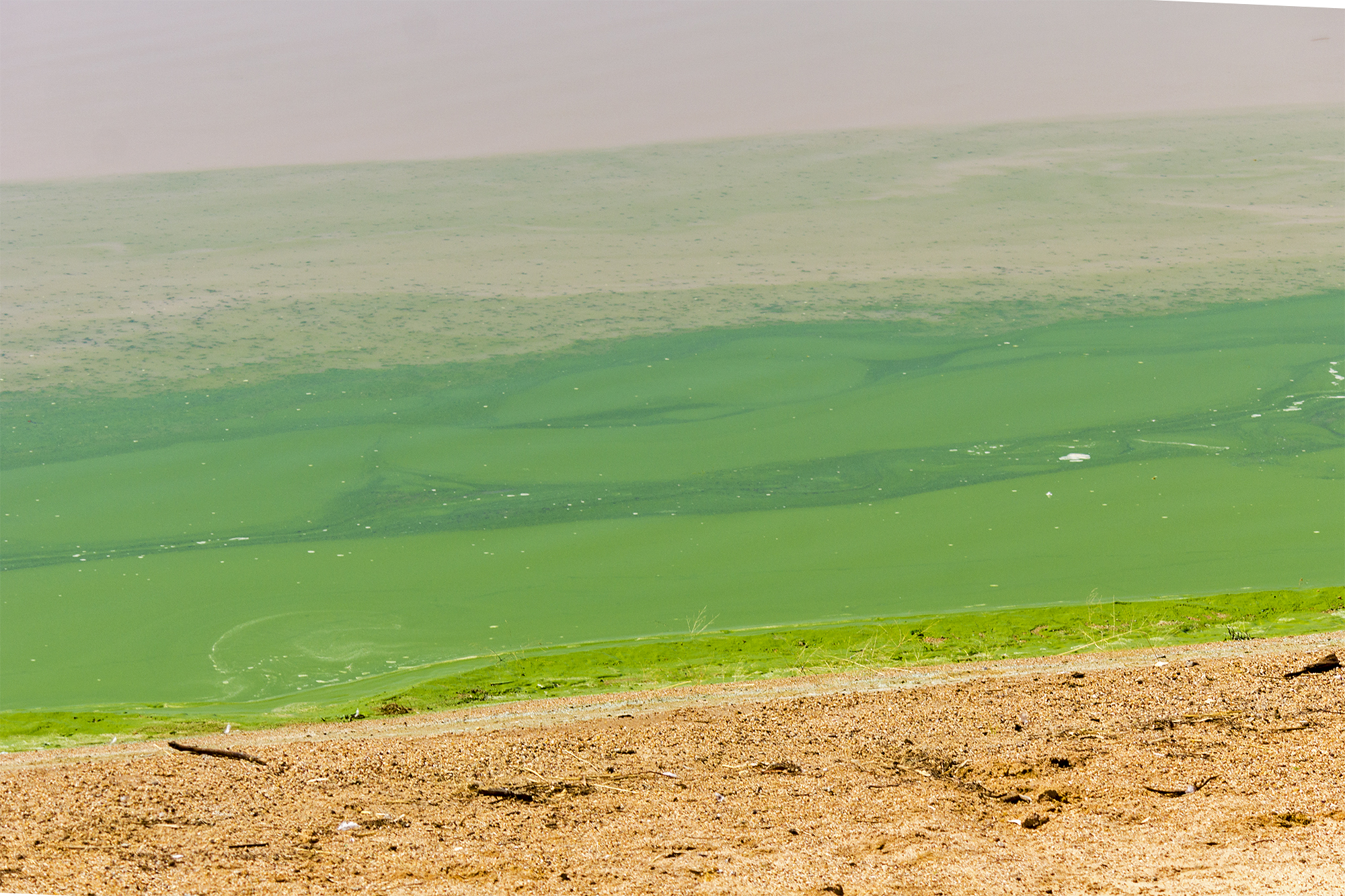
澳洲沃加沃加的阿爾伯特湖爆發銅綠微囊藻的藻華

铜绿微囊藻（學名：Microcystis aeruginosa）是一種出現在淡水中的藍菌，會產生有害藻華，具有一定的生態學與經濟重要性。铜绿微囊藻是在優養化的淡水中最常見的有毒藍菌藻華來源。

## 特徵
如同其學名顯示的，微囊藻屬的特徵為小型的細胞，細胞大小僅有3至8微米，且其外沒有鞘包覆。細胞常聚集成肉眼可見的群落，這些群落本為圓形，經過時間發展可能會產生孔洞並呈不規則形狀。原生質體的顏色是淺藍綠色，但因細胞中具有充滿空氣的囊泡在光下可能呈暗色，這是光學顯微鏡下微囊藻的鑑別特徵之一。囊泡提供微囊藻足夠的浮力，使其停留在有足夠光線和二氧化碳提供生長的水層。

## 生態
铜绿微囊藻較偏好高溫，但毒性與最高生長率不一定有關聯，在實驗室培養中，攝氏32度具有最高的生長率，但毒性最強的溫度是攝氏20度。溫度低於攝氏15度時其生長會被顯著的抑制。除了毒素外，微囊藻形成藻華時淡水溶氧量的顯著降低也會導致水中動物的死亡。
一種水生被子植物聚藻可以產生鞣花酸、沒食子酸、連苯三酚和兒茶素，這些聚酚化合物可產生化感作用，對铜绿微囊藻的生長產生抑制。

## 毒素

微囊藻素

铜绿微囊藻可以產生神經毒素脂多糖與肝毒素微囊藻素。微囊藻素是一些環狀非核糖体多肽的合稱，由脱氢丙氨酸衍生物和ADDA氨基酸等非蛋白胺基酸組成，可強烈抑制第一型與第二型蛋白質磷酸酶，對動植物都有毒性，對肝臟的毒性很強，也和全脂炎有關。

## 經濟重要性
由於在理想的環境下铜绿微囊藻可以持續產生對肝有害的微囊藻素，其為飲用水汙染的來源之一，且這種毒素對熱的抗性高，甚至以活性碳吸附、加入氯或臭氧消毒也無法完全消除。對經濟的影響包括為了減輕毒素需要在淨水上花費的額外成本，和發生有害藻華的河湖需暫時封閉對當地旅遊業造成傷害。
也有研究顯示铜绿微囊藻可以產生2,6-二叔丁基對甲酚，這種物質主要在食品添加劑中被用作為抗氧化劑，在工業上也具有許多用途。